# Spilogona abnormis
Spilogona abnormis este o specie de muște din genul Spilogona, familia Muscidae. A fost descrisă pentru prima dată de Stein în anul 1910. Conform Catalogue of Life specia Spilogona abnormis nu are subspecii cunoscute.